# Yoko Tsuno
Yoko Tsuno (früher auch Joko Zuno) ist ein frankobelgischer Comic von Roger Leloup. Die Comic-Serie ist nach ihrer Hauptfigur benannt, die erste weibliche Hauptfigur einer frankobelgischen Comicserie.

## Inhalt
Die Heldin der Serie ist Yoko Tsuno, eine junge Elektronikspezialistin aus Japan. Sie beherrscht mehrere japanische Kampfkünste (Judo, Aikido, Karate) und setzt sich mutig für die Gerechtigkeit und gegen das Verbrechen ein. Zusammen mit Vic Video und dem eher tollpatschigen Knut Knolle erlebt Yoko Tsuno fantastische Abenteuer. Sie treffen auf das Volk der blauhäutigen Vineaner, die vor 2,4 Millionen Jahren auf der Suche nach einer neuen Heimat zur Erde kamen, weil ihr eigener Planet nach einer galaktischen Katastrophe unbewohnbar geworden war. Zusammen mit ihren vineanischen Freundinnen Khany und der kleinen Poky reisen sie ins Weltall und geben den Vineanern ihre Heimat zurück. Aber auch auf der Erde gibt es rätselhafte Phänomene aus längst vergangener Zeit zu untersuchen. Mit der kleinen Morgentau hat sie eine Tochter adoptiert. Mehrmals geht sie auf Zeitreisen und wird dabei von Monya, ebenfalls einer Zeitreisenden, begleitet.
Während in den klassischen frankobelgischen Comic-Serien der 1930er bis 1960er Jahren ausschließlich männliche Protagonisten zu sehen waren, trat mit Yoko Tsuno erstmals eine weibliche Hauptfigur in Erscheinung. Intelligent und durchsetzungsstark, ist Tsuno die unangefochtene Protagonistin dieser Serie, während die männlichen Figuren nur eine unterstützende Funktion haben und die Führungsrolle Tsunos problemlos anerkennen. Tsuno ist zwar sehr attraktiv, da die Serie für ein relativ junges Lesepublikum konzipiert wurde, Themen wie Liebe und Romantik spielen in den Geschichten allerdings kaum eine Rolle.
Immer wieder werden Handlungen von vorherigen Einzelbänden aufgegriffen. Es gibt aber auch Einzelbände, die außer wiederkehrenden Charakteren handlungsmäßig vergangene Ereignisse (fast) nicht erwähnen.

### Vinea
Der Planet Vinea liegt in der Galaxie M33 in einem Doppelsternensystem und wurde von den Vineanern vor 2,4 Millionen Jahren nach einer Veränderung der beiden Sonnen verlassen, die ein Überleben dort unmöglich machte. Ein Teil der Vineaner wurde in Stasis versetzt und auf dem Planeten zurückgelassen, während sich elf andere Gruppen aufmachten, eine neue Heimat zu finden, davon ebenfalls viele in Stasis. Die Vineaner fanden die urzeitliche Erde vor 400.000 Jahren und siedelten sich dort im Untergrund an, da sie sich so nicht an die Umwelt der Oberfläche anpassen mussten. Vinea weist viele Städte aus der Zeit vor der Flucht der Vineaner auf, auch die unter Wasser liegende Stadt des Abgrunds. Weitere Orte von Bedeutung in M33 sind die außer Kontrolle geratene Welt Shyra und ihr Mond Ixo, die Weltraumstadt Kifa und das System Ultima.

### Charaktere
- Yoko Tsuno ist eine junge Elektronik-Spezialistin aus Japan.  Sie beherrscht Aikido, Judo und Karate und setzt sich mutig für die Gerechtigkeit ein. Sie sucht intelligente Lösungen für fantastische Probleme, schreckt aber vor dem Einsatz körperlicher Gewalt im Notfall nicht zurück. Mit der kleinen Morgentau hat Yoko eine Tochter adoptiert (ab Band 16, Der Drache von Hongkong).
- Vic Video und Knut Knolle sind ihre treuen Freunde. Während Vic der smarte Kerl ist, stolpert Knut tollpatschig durch die Geschichten, darf aber trotzdem zur Lösung der Rätsel seinen Teil beitragen. Knut ist oft faul und mürrisch, hat aber einen guten Draht zu Kindern. In Band 1 waren Knut und Vic beide beim Fernsehen beschäftigt.
- Khany und Poky sind Vineanerinnen. Poky ist ein kleines Mädchen, Khany eine junge Frau im Alter von Yoko und in der Gesellschaft der Vineaner nicht ohne Einfluss. Poky und Khany sind Zwillingsschwestern, aber Poky wurde 20 Jahre später aus dem künstlichen Tiefschlaf erweckt.[1]
- Ingrid Hallberg ist eine Organistin im Alter von Yoko und tritt erstmals in Band 2 auf. Als Figur stellt sie meistens den Bezug von Yoko Tsuno zur Titelgeschichte auf, so z. B. als Opfer eines medizinischen Experimentes in Band 7 oder Entdeckerin eines vergessenen militärischen Projektes des Ersten Weltkrieges auf Burg Eltz in Band 14.
- Morgentau ist ein kleines Mädchen, das Yoko mehr oder weniger adoptiert hat und welches sie seit Band 16, in dem es die Freundin des Meeresdrachen war, begleitet. Morgentau ist sehr gut mit Poky befreundet.
- Myna ist ein kleiner, weiblicher, menschenähnlicher Roboter, der als Spielgefährte für Kinder gedacht war, das erste Mal in Band 18 auftaucht und seitdem gelegentlich in den vineanischen Abenteuern vorkommt. Myna ist vorlaut, sehr direkt und übernimmt gelegentlich in moralisch fragwürdigen Situationen die Initiative. Sie bewegt sich fliegend fort und hat einen katzenartigen Kopf.
- Monya ist eine Zeitreisende. Sie versucht mit Yokos Hilfe, das Ende der Welt, verursacht durch ein außerirdisches auf der Erde gestrandetes Wesen, zu verhindern. Nachdem sie Erfolg hat, kann sie nicht mehr in die Zukunft zurück und bleibt auf der Erde der Gegenwart. Monya hat ihren ersten Auftritt in Band 11.
- Emilia taucht das erste Mal in Band 24 auf. Sie ist ein vierzehnjähriges, rothaariges Mädchen mit schottischem Vater und russischer Mutter, das eine gute Violinspielerin und Pilotin ist.
- Synda ist Khanys und Pokys Mutter. Sie wurde auf Vinea in Stasis versetzt und hat alle Ereignisse der letzten 2,4 Millionen Jahre unbeschadet in diesem Zustand überlebt. Da sie damals in Kahnys Alter war, sind Mutter und Tochter vom Äußeren nicht zu unterscheiden, weshalb Synda nun eine andere Haartracht vorzieht, um nicht mit Khany verwechselt zu werden.
- Karpan ist ein vineanischer Despot, der versucht, die gesamte Untergrundwelt der Vineaner unter seine Herrschaft zu zwingen und die Erdoberfläche zu erobern. Er wird in Band 1 bereits einmal bezwungen, taucht aber in Band 3 erneut auf, wo er durch die Hand eines vineanischen Technikers den Tod findet, als Yoko und Khany noch rettend eingreifen wollen.
- Königin Hegora herrscht als Tyrannin in Band 13 über die Stadt des Abgrunds. Sie entpuppt sich als Gynoid, welcher sein Bewusstsein nach schweren Verletzungen in einen neuen Körper übertragen kann. Auch hier wird Yoko die Initiative, Hegora zu vernichten, aus der Hand gerissen, als Hegoras Dienstroboter Tyrak Knut die Waffe entreißt und alle übrigen Reservekörper zerstört. Yoko wird als neue Lenkerin der Stadt eingesetzt, doch Hegora lebt in ihrem letzten Körper weiter und greift in Band 18 nochmals helfend zu Gunsten der Heldin ein, indem sie Myna wiederbelebt.
- Tyrak ist der menschenähnliche Roboterdiener von Königin Hegora. Er verrät seine Herrin schließlich, indem er ihre Reservekörper zerstört, Yoko zur neuen Herrscherin macht und somit Hegoras Tyrannei ein Ende setzt.
- Mieke ist ein Mädchen aus dem 16. Jahrhundert, das erstmals in Band 20 zu sehen ist. Knut verliebt sich in sie, und von da an spielt sie in den Abenteuern eine der vielen Nebenrollen und kocht bei sich ergebender Gelegenheit Waterzooi.
- Angela ist ein Roboter, der in der Form eines kleinen, fliegenden vineanischen Mädchens einen Engel darstellen soll und als Geschenk für Morgentau gedacht war. Angela hat zwei kleine Flügel und ist recht naiv.
- Zarka und Zhytta sind zwei Gynoiden, die einer Gruppe von Vineanern gedient haben, welche versuchten, die Erde gewaltsam an sich zu reißen. Zarka wurde vor 800 Jahren von Mönchen gefangen genommen und in einem Klosterkeller festgekettet, wo ihr die Energie ausging und sie vergessen wurde, bis Yoko sie befreite (Band 25). Zhytta, die die Form eines jungen Mädchens hat, blieb im Untergrund und diente weiter ihrem Herrn Khar, bis sie die Seiten wechselte.
- Balbok ist Zhyttas verspielter Roboterdrache. Er kann von ihr beliebig vergrößert und verkleinert werden, und wenn er nicht gebraucht wird, ruht er auf einer edelsteinbesetzten Kontrollplatte auf ihrer Brust.
- Khar ist der letzte der Vineaner, die versuchten, die Erde mit Gewalt zu übernehmen, und zu diesem Grund Menschen als Zwangsarbeiter nutzten. Von den Mönchen im 12. Jh. als Teufel angesehen, wandelte Khar sein Aussehen entsprechend und erschuf Roboterdrachen, um die Menschen durch ihren Aberglauben in Furcht zu versetzen. Khar stirbt bei einem Angriff auf Yoko; er wird mit einem seiner Drachen von Khany abgeschossen.
- Tevy ist eine Hybridin aus Erbinformationen von Menschen und Vineanern, welche von den Anhängern Karpans erschaffen wurde und dazu benötigt wird, vom Mars aus die irdischen Mikroorganismen zu vernichten, was auch die Menschen töten würde (Band 27).
- Akina ist die KI des Schiffes, welches Yoko in der Stadt der Verbannten findet und nach einer Rivalin aus ihrer Kindheit benennt. Da sich Akina an Bord des Ryu „langweilt“, kommt sie erneut in Band 27 zum Einsatz; diesmal steuert sie den Flug zum Mars.

## Stil
Der Autor der Serie, Roger Leloup, ist ein Vertreter der Ligne claire. Die Zeichnungen haben einfache Striche, flächige Farben und kaum Schraffuren, wobei allerdings Schatten und Schattierungen eine realistische Darstellung dreidimensionaler Objekte ergeben. Ein wesentliches Merkmal der Serie ist die aufwändige Darstellung technischer Details. Das betrifft sowohl reale Gegenstände wie Fahrzeuge oder technische Geräte als auch fiktive Objekte, von denen sich Leloup gerne reale Modelle anfertigt, um eine schlüssige Wiedergabe aus jeder Perspektive zu gewährleisten. Reale Schauplätze zeichnet Leloup mit fotografischer Präzision und Detailtreue. Deutschland und seine historische Architektur finden sich öfter, beispielsweise: der Rhein und die Burg Katz im Band Die Orgel des Teufels, die Altstadt von Rothenburg ob der Tauber in Zwischen Leben und Tod, die Wuppertaler Schwebebahn und Burg Eltz in Wotans Feuer, die Burg Pfalzgrafenstein in Rheingold.
Die Idee zu den Vineanern kam laut Leloup zustande, als dieser in seiner Jugend im Friseurladen seines Vaters auf ein ausgebleichtes Werbeplakat für Nivea blickte, wobei die Haut des dort abgebildeten Models blau erschien. Der Name Vinea ist ein Anagramm des Markennamens. 

## Entstehung und Veröffentlichung
Roger Leloup entwickelte die Abenteuerserie Ende 1968. Einige Kurzgeschichten entstanden mit Hilfe von Maurice Tillieux. Die Abenteuer erscheinen seit 1970 in Spirou. Mit albenlangen Geschichten wurde 1971 begonnen. Dupuis gibt die Alben seit 1972 und die Gesamtausgabe seit 2006 heraus, wobei auf die Originalreihenfolge verzichtet wird zugunsten einer thematischen.
In Topix erfolgte 1976 die erstmalige Veröffentlichung im deutschsprachigen Raum. Abweichend von den heute näher am französischsprachigen Original orientierten deutschen Übersetzungen gibt es von den ersten in Topix erschienenen Bänden frühere deutsche Versionen des Bastei-Verlages, in denen die Heldin als Joko Zuno – Das Karate Girl auftritt. Die Titel waren dabei etwas reißerischer formuliert, wie z. B. Die Melodie der letzten Stunde für L’orgue du diable. Auch war die Übersetzung weniger sorgfältig: So hieß etwa der heutige Knut Knolle (im Original „Pol Pitron“) „Paul“ entsprechend seinem holländischen Namen „Paul Pola“, während „Vic Video“ mit „Max“ übersetzt wurde. Carlsen übernahm die Serie 1982 und veröffentlichte außerdem neben drei Taschenbüchern (1990/1991) auch eine Gesamtausgabe ab 2007.

## Einzelbände
1. Unterirdische Begegnung (Le trio de l’étrange, 1971, 45 Seiten) (Topix: Geheimnisvolle Reise)
2. Die Orgel des Teufels (L’orgue du diable, 1972, 44 Seiten) (Topix: Die Melodie der letzten Stunde)
3. Die Vulkanschmiede (La forge de vulcain, 1973, 44 Seiten) (Topix: Die Fabrik der Vulkane)
4. Unter Hochspannung (Aventures électroniques, 1970–1974, 44 Seiten)
5. Flug in die Vergangenheit (Message pour l’éternité, 1974, 44 Seiten) (Topix: Notruf aus dem Tal der Affen)
6. Die dritte Sonne von Vinea (Les 3 soleils de Vinéa, 1975, 44 Seiten) (Topix: Die drei Sonnen von Vinea)
7. Zwischen Leben und Tod (La frontière de la vie, 1976, 44 Seiten) (Topix: Das Wunder der Lebenskugel)
8. Die Titanen (Les titans, 1977, 44 Seiten)
9. Die Tochter des Windes (La fille du vent, 1978, 44 Seiten)
10. Der vergessene Planet (La lumière d’Ixo, 1979, 44 Seiten)
11. Die Zeitspirale (La spirale du temps, 1980, 44 Seiten)
12. Spuk in Schottland (La proie et l’ombre, 1981, 44 Seiten)
13. Die Stadt des Abgrunds (Les archanges de Vinéa, 1982, 44 Seiten)
14. Wotans Feuer (Le feu de Wotan, 1984, 44 Seiten)
15. Die Kanone von Kra (Le canon de Kra, 1985, 44 Seiten)
16. Der Drache von Hong Kong (Le dragon de Hong Kong, 1986, 44 Seiten)
17. Die Rache der Dämonen (Le matin du monde, 1988, 44 Seiten)
18. Die Stadt der Verbannten (Les exilés de Kifa, 1990–1991, 44 Seiten)
19. Rheingold (L’or du Rhin, 1992–1993, 44 Seiten)
20. Der Astrologe von Brügge (L’astrologue de Bruges, 1994, 44 Seiten)
21. Ethera (La porte des âmes, 1996, 44 Seiten)
22. Die Himmelsdschunke (La jonque céleste, 1998, 44 Seiten)
23. Die Pagode der Nebel (La pagode des brumes, 2001, 44 Seiten)
24. Der siebente Code (Le septième code, 2005, 45 Seiten)
25. Die Dienerin Luzifers (La servante de Lucifer, 2010, 45 Seiten)
26. Der Amethyst (Le maléfice de l’améthyste, 2012, 46 Seiten)
27. Khanys Geheimnis (Le Secret de Khâny, 2015, 48 Seiten)
28. Der Tempel der Unsterblichen (Le Temple des immortels, 2017, 48 Seiten)
29. Engel und Falken (Anges et Faucons, 2020, 64 Seiten)
30. Saturns Zwillinge (Les gémeaux de Saturne, 2022, 48 Seiten)
31. Der Adler der Highlands (L'Aigle des Highlands, 2024, 48 Seiten)

## Sammelbände
1. Die deutschen Abenteuer (Aventures allemandes, 2006, Bände 2, 7 und 14)
2. Von der Erde nach Vinea (De la Terre à Vinéa, 2006, Bände 1, 3 und 6)
3. Jagd durch die Zeit (À la poursuite du temps, 2007, Bände 11, 17 und 20)
4. Vinea in Gefahr (Vinéa en péril, 2007, Bände 8, 10 und 13)
5. Unter der Sonne Chinas (Sous le ciel de Chine, 2008, Bände 16, 22 und 23)
6. Maschinenwesen (Robots d’ici et d’ailleurs, 2008, Bände 4, 18 und 21)
7. Dunkle Verschwörungen (Sombres complots, 2009, Bände 9, 12 und 19)
8. Die Erde am Abgrund (Menaces pour la Terre, 2009, Bände 5, 15 und 24)
9. Geheimnisse und böser Zauber (Secrets et maléfices, 2017, Bände 25, 26 und 27)
10. Die Schwingen des Verderbens (Les ailes du péril, 2023, Bände 28, 29 und 30)